# 射鵰英雄伝 (1983年のテレビドラマ)
『射鵰英雄伝』（しゃちょうえいゆうでん、簡体字: 射雕英雄传、拼音: Shèdiāo yīngxióngzhuàn）は、金庸の武俠小説『射鵰英雄伝』を原作とし、香港の無綫電視（TVB）が1983年に制作・放映したテレビドラマ。日本未公開。

## 概要
全59話で、「鉄血丹心」（19話）、「東邪西毒」（20話）、「華山論剣」（20話）の3部構成になっている。
フェリックス・ウォン（黄日華）は、本作の郭靖役で大ブレイクし、今日も「郭大俠」「靖哥哥」といった愛称で呼ばれる。金庸ドラマの代名詞として、中華圏の人々から長く愛されてきた作品である。
このドラマを通じて、翁美玲は香港でナンバーワンのテレビ女優となり、アジア中で有名になりました。彼女が1985年に自殺する前に。

## キャスト
後記は吹替声優
- 郭靖 - 黄日華（フェリックス・ウォン）
- 黄蓉 - 翁美玲
- 楊康 - 苗僑偉
- 穆念慈 - 楊盼盼
- コジン - 黄造時
- 完顔洪烈 - 劉江
- 黄薬師 - 曾江（ケネス・ツァン）
- 欧陽鋒 - 楊澤霖
- 洪七公 - 劉丹
- 周伯通 - 秦煌
- 丘処機 - 夏雨
- 梅超風 - 黄文慧
- 李萍 - 蘇杏璇
- 包惜弱 - 李司棋
- 欧陽克 - 黄允材
- 柯鎮悪 - 江毅
- 朱聡 - 許紹雄
- 韓宝駒 - 曾偉明
- 南希仁 - 談泉慶
- 張阿生 - 廖駿雄
- 全金発 - 高雄
- 韓小瑩 - 斑斑
- チンギス・ハーン - 秦沛
- ジェベ - 張雷
- 裘千仞 - 石堅（シー・キエン）
- 梁子翁 - 白文彪
- 瑛姑 - 曾慶瑜
- 一灯大師 - 劉兆銘
- 郭嘯天 - 朱鉄和
- 楊鉄心 - 謝賢
- 程瑶迦 - 陳秀珠
- 王重陽 - 李兼川
- 陳玄風 - 楊炎棠
- 段天徳 - 羅国維
- 陸冠英 - 恵天賜
- 尹志平 - 鄺佐輝
- 陸乗風 - 関海山
- トゥルイ - 戴志偉
- 王処一 - 梁少狄

## スタッフ
- 原作：金庸『射鵰英雄伝』
- 主題歌：
  - 第一部「鉄血丹心」（ロマン・タム（羅文）、甄妮）
  - 第二部「一生有意義」（主唱：羅文、甄妮）
  - 第三部「世間始終你好」（主唱：羅文、甄妮）
- 挿入歌：
  - 第一部「満江紅」（主唱：羅文）
  - 第二部「肯去承擔愛」（主唱：甄妮）